# 早堂面
早堂麵是一種盛行於沙市的早點，沙市人又把吃早餐叫做「過早」，早堂麵乃是一種味道清淡、菜碼豐厚、油水充足的湯麵。它使用鹼水麵為基底，用整夜用活鱔魚、豬大骨（當地稱為「筒子骨」）、老母雞、五花肉、鯽魚熬煮的鮮美湯頭配上豐盛誘人的菜碼。與湖北地區盛行的其他麵食相比，有著自己顯著的特色。
關於早堂麵的起源，流傳最久的說法是與碼頭工人有關，近代時期《馬關條約》的簽訂讓沙市開埠並成為湖北省重要的港口，長江中上游重要的商品物流集散地之一。碼頭工人活重而多，需要攝入油水足的食物。當地一面館的老闆摸透了碼頭工人的這些特性，便創造出了「早堂麵」，也成為沙市一帶最具代表性的早點之一。
早堂麵按菜碼的豐厚程度又分為「小連面」、「中連面」、「大連面」，一般所指的「早堂麵」是指中連面，菜碼會放雞肉絲、炸鱔骨，「大連面」在「中連面」的基礎上增加了五花肉和雞絲，而「小連面」的菜碼只有瘦肉片。